# Кори Мејн
Кори Чарлс Гарт Мејн (енгл. Corey Charles Garth Main; Окланд, 27. фебруар 1995) новозеландски је пливач маорског порекла и члан репрезентације Новог Зеланда. Његова специјалности је пливање леђним стилом. 

## Каријера
На међународној сцени у сениорској конкуренцији Мејн је дебитовао на светском првенству у малим базенима 2012. где се такмичио у тркама на 100 и 200 метара леђним стилом. Две године касније такмичио се на Играма Комонвелта у Глазгову где је освојио 4. место у трци на 200 и 6. место у трци на 100 метара леђним стилом.
На светском првенству 2015. у Казању најбољи резултат му је било 16. место у трци на 200 метара леђно, док је на дупло краћој деоници био тек 22. у квалификацијама и није успео да се пласира у полуфиналне трке.
Успео је да се квалификује за ЛОИ 2016. у Рију где се такмичио у обе појединачне трке леђним стилом. У обе дисциплине успео је да се пласира у полуфинала. На 100 метара био је 15, а на дупло дужој деоници заузео је укупно 14. место. 
Најбоље резултате постигао је на СП 2017. у Будимпешти где је успео да се пласира у финале трке на 100 метара леђно. То је било његово прво велико финале у каријери, а финалну трку је испливао у времену 53,87 што је било довољно за укупно 8. место. Трку на 200 метара окончао је на 16. месту у полуфиналу, а такође је био део новозеландске штафете која је у трци 4×100 метара слободно била 14. у квалфикацијама.  